# Jan Muskata
Jan Muskata est né vers 1250 et décédé le 7 février 1320. Il est évêque de Cracovie.

## Biographie
Jan Muskata devient évêque de Cracovie en 1294. À l’époque, il soutient Przemysl II qui est couronné l’année suivante. Après l’assassinat de celui-ci le 8 février 1296, il rejoint le camp de Venceslas II de Bohême qui veut devenir roi de Pologne et qui doit affronter Ladislas Ier le Bref. En 1301, il est nommé Vice-chancelier de Venceslas III de Bohême, le fils de Venceslas II, devenu roi de Hongrie. Soutenu par Henri de Wierzbno, il s’oppose à l’archevêque de Gniezno Jakub Świnka et à Ladislas le Bref. 
En 1307, lorsque Ladislas prend le pouvoir en Petite Pologne, Jan Muskata ne l’accepte pas et devient son principal opposant. Un conflit de longue durée s’ouvre entre Muskata et le camp de Ladislas. Jakub Świnka s’attaque à Jan Muskata qu’il considère comme un traître. En juin 1308, il est privé de sa mitre à la suite d'un procès canonique intenté par l’archevêque. Il est excommunié. En janvier 1309, Ladislas le fait arrêter et l’emprisonne jusqu’en juillet 1309. Dès sa libération, il fait appel à l’aide du pape. En octobre 1310, le tribunal papal innocente Jan Muskata des charges qui avaient été portées contre lui et le légat annule l’excommunication. 
En mai 1311, Jan Muskata signe son arrête de mort politique en soutenant une mutinerie contre Ladislas le Bref fomentée par les patriciens allemands de Cracovie et de Sandomierz, dirigés par Albert, le maire de Cracovie. Ladislas, aidé des Hongrois, écrase la rébellion tandis que Jan Muskata doit s’enfuir en Silésie.
Ce n’est qu’en 1318 que Ladislas le Bref rend son évêché à Muskata à la suite d'une intervention du pape Jean XXII.